# 屋内町
屋内町（やないちょう）は、三重県鳥羽市の町。山林を切り開いた新興住宅地である。住民基本台帳に基づく2019年（令和元年）12月31日現在の人口は341人、2015年（平成27年）10月1日現在の面積は0.083304276 km2。郵便番号は517-0013である。

## 地理
鳥羽市の北西部に位置する。町内はほぼ住宅地から成り、町名制定前は堅神町の一部で、「黒田団地」および「堅神団地」と通称していた。一部地域が第一種低層住居専用地域（容積率100%、建ぺい率60%、高さ制限10 m）および第一種中高層住居専用地域（容積率200%、建ぺい率60%）に指定されている。住居表示実施地域である。
北から東にかけては池上町、東から南・西・北にかけては堅神町と接する。

### 小・中学校の学区
市立小・中学校に通う場合、学区は以下の通りとなる。
| 町     | 番・番地等 | 小学校             | 中学校               |
| ------ | ---------- | ------------------ | -------------------- |
| 屋内町 | 全域       | 鳥羽市立鳥羽小学校 | 鳥羽市立鳥羽東中学校 |

## 歴史

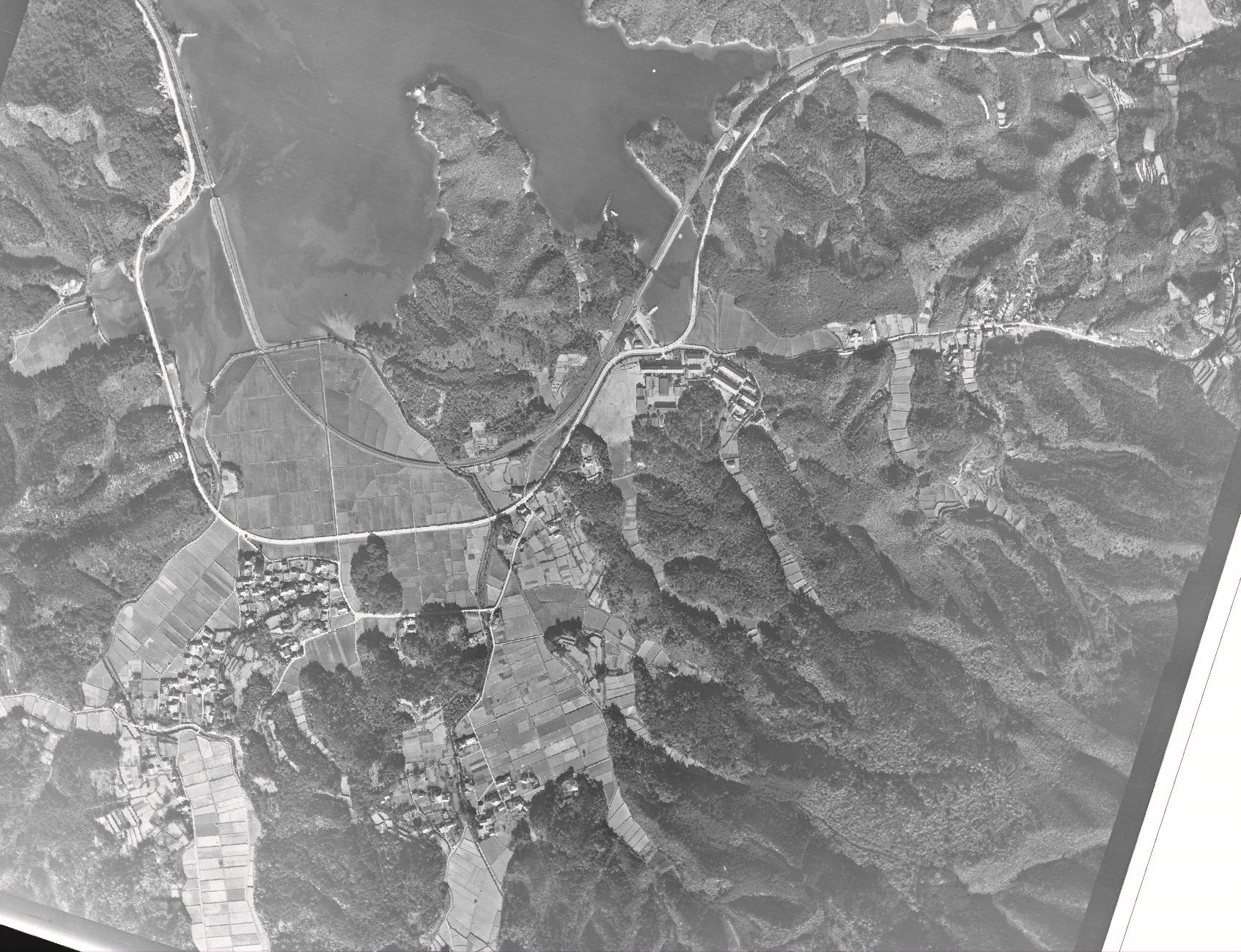
開発前の鳥羽町堅神（1952年）
屋内町に相当する地域に宅地はなく、耕地である。
出典：『アメリカ軍（配布元：国土地理院地図・空中写真閲覧サービス）』

1964年（昭和39年）より「堅神団地」として開発が始まり、同時期に「黒田団地」の開発も始まった。1967年（昭和42年）9月1日、堅神団地の大部分が独立し池上町が成立した。これに遅れること7年後、1974年（昭和49年）11月1日に黒田団地および堅神団地の一部を堅神町から分離し、屋内町が成立した。同時に住居表示が実施された。また同時に、池上町の範囲が拡張されている。屋内町発足時の人口は224人であった。

### 沿革
- 1889年（明治22年）4月1日 - 町村制の施行により、答志郡鳥羽町大字堅神となる。
- 1896年（明治29年）4月1日 - 答志郡が英虞郡と合併し、志摩郡鳥羽町大字堅神となる。
- 1954年（昭和29年）11月1日 - 昭和の大合併により、鳥羽市堅神町となる。
- 1974年（昭和49年）11月1日 - 新町名制定により、鳥羽市屋内町となる[1][2]。

### 人口の変遷
総数 [世帯数：  、人口：  ]
| 1974年（昭和49年） | 65世帯 224人  |
| 1975年（昭和50年） | 60世帯 193人  |
| 1980年（昭和55年） | 90世帯 307人  |
| 1990年（平成2年）  | 140世帯 391人 |
| 2000年（平成12年） | 141世帯 407人 |
| 2010年（平成22年） | 138世帯 362人 |
| 2019年（令和元年） | 162世帯 341人 |

### 町名の由来
町名の制定前は、黒田団地と通称されていた。新町名制定に当たり、新町域の大部分が堅神町の小字屋内谷（やないだに）であったことにちなみ、屋内町と命名された。

### 町名の変遷
| 実施後 | 実施年月日                | 実施前                                                  |
| ------ | ------------------------- | ------------------------------------------------------- |
| 屋内町 | 1974年（昭和49年）11月1日 | 堅神町（字 屋内谷・六ヶ所・赤坂・東越し・和所谷の一部） |

## 経済
2015年（平成27年）の国勢調査による15歳以上の就業者数は184人で、第一次産業が0人（0%）、第二次産業が40人（21.7%）、第三次産業が144人（78.3%）となっており、産業別では多い順に卸売業・小売業（36人・19.6%）、製造業（31人・16.8%）、宿泊業・飲食サービス業（23人・12.5%）、医療・福祉（18人・9.8%）、サービス業〔他に分類されないもの〕（16人・8.7%）の順になる。
2014年（平成26年）の経済センサスによると、屋内町の全事業所数は9事業所、従業者数は40人である。具体的には建設業が3、小売業が2、不動産賃貸業・管理業、専門サービス業（他に分類されないもの）、娯楽業、廃棄物処理業が各1事業所となっている。全9事業所のうち5事業所が従業員4人以下の小規模事業所である。

## 交通

### 鉄道
屋内町に鉄道は通っておらず、最寄り駅は近鉄近鉄鳥羽線池の浦駅である。同駅から屋内町まで徒歩で7 - 10分程度かかり、かもめバス（鳥羽市営バス）鳥羽小学校〜石鏡港線で結ばれている。

### 路線バス
2020年（令和2年）現在、池上町にはかもめバス（鳥羽市営バス）が乗り入れており、屋内町バス停がある。
- ■4系統 鳥羽小学校〜石鏡港線 鳥羽小学校
- ■4系統 鳥羽小学校〜石鏡港線 石鏡港
- ■4系統 鳥羽小学校〜石鏡港線 畔蛸口（休日のみ）

### 道路
- 鳥羽市道黒田団地幹線1号[26]
- 鳥羽市道黒田団地幹線2号[26]

## 施設
- 鳥羽商船高等専門学校（敷地の一部）[27]
  - 第2体育館[27]
- 鳥羽市中央公民館屋内分館[28]
- 有限会社鳥羽配管設備
- 森永牛乳鳥羽山路販売店
- 桂光院鳥羽分院